# Hans Jacob von Arnold
Hans Jacob von Arnold, född 21 april 1669 i Spydeberg i Smaalenene, död 24 december 1758, var en norsk krigare.
von Arnold följde som subalternofficer det av Kristian V till Vilhelm III utlejda norska oplandska infanteriregementet till Irland 1689 och utmärkte sig där under de följande årens fälttåg. Sannolikt följde han regementet även till Flandern och tjänstgjorde där, tills det efter freden i Rijswijk (1697) sändes hem igen.
1736 blev von Arnold kommenderande general i Norge och förde 1743 befälet över de norska trupper som då var samlade på Skebergmon i Smaalenene, med uppgift att gå in i Sverige. Men det förväntade kriget uteblev.
von Arnold tjänstgjorde väl som administratör och skapade de norska skidlöparekårerna, som 1747 fick en bestämd organisation och sedan existerade fram till den stora arméreduktionen 1816. Vidare genomdrev von Arnold upprättandet av det norska lantvärnet, som också blev fullständigt ordnat 1747. von Arnold blev 1749 utnämnd till fältmarskalk.